# Erta Ale
Erta Ale is een actieve schildvulkaan gelegen in de Afar-driehoek, in het noordoosten van Ethiopië. Het is de meest actieve vulkaan van Ethiopië.
Erta Ale is 613 meter hoog, en is een van vier vulkanen ter wereld met een lavameer op de top. Dit lavameer is het langst bestaande lavameer ter wereld.
Erta Ale’s laatste grote uitbarsting was in 2005, toen duizenden mensen die in de buurt van de vulkaan woonden moesten vluchten. In 2007 was er nog een kleinere uitbarsting.

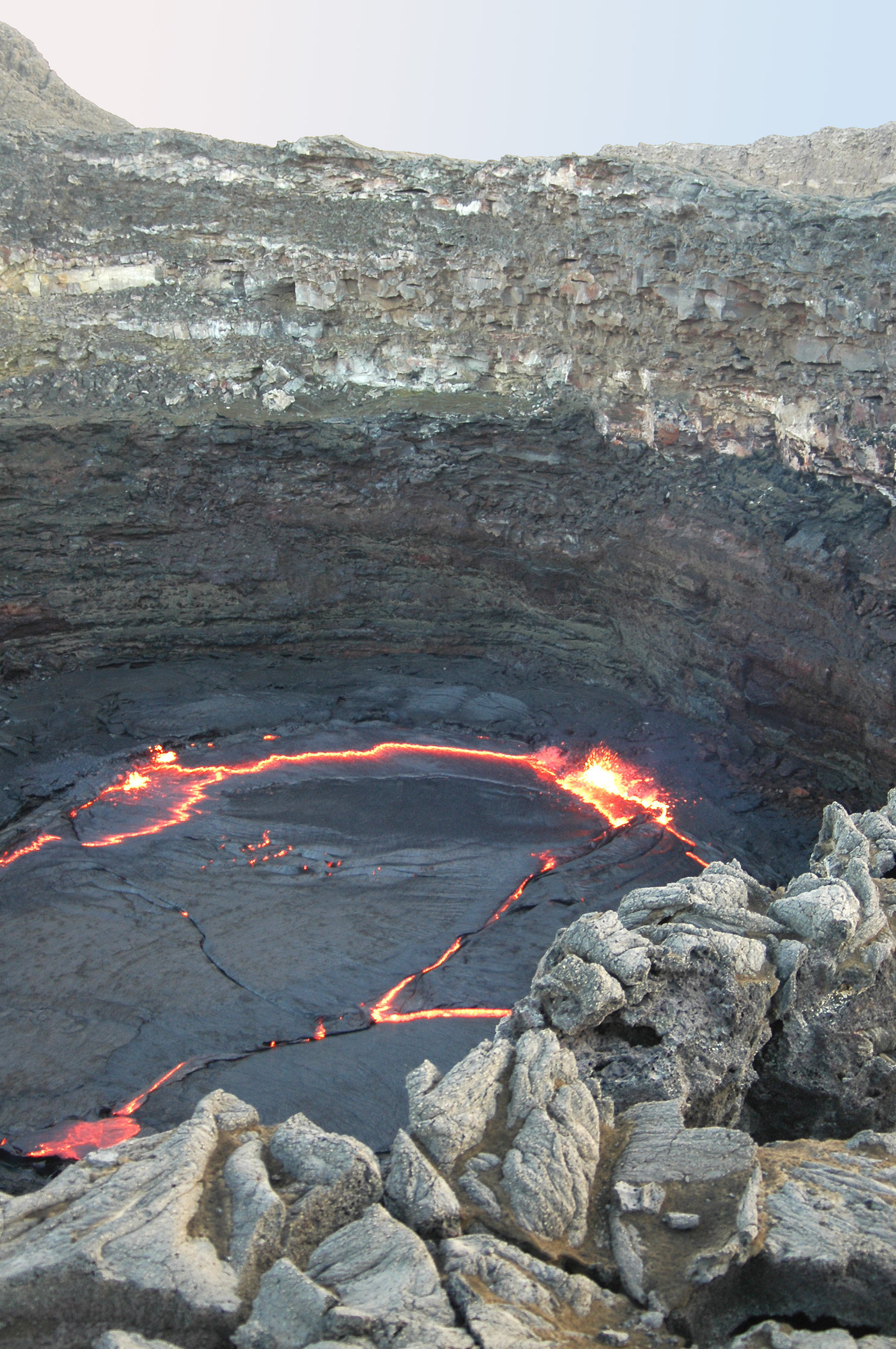
Lavameer
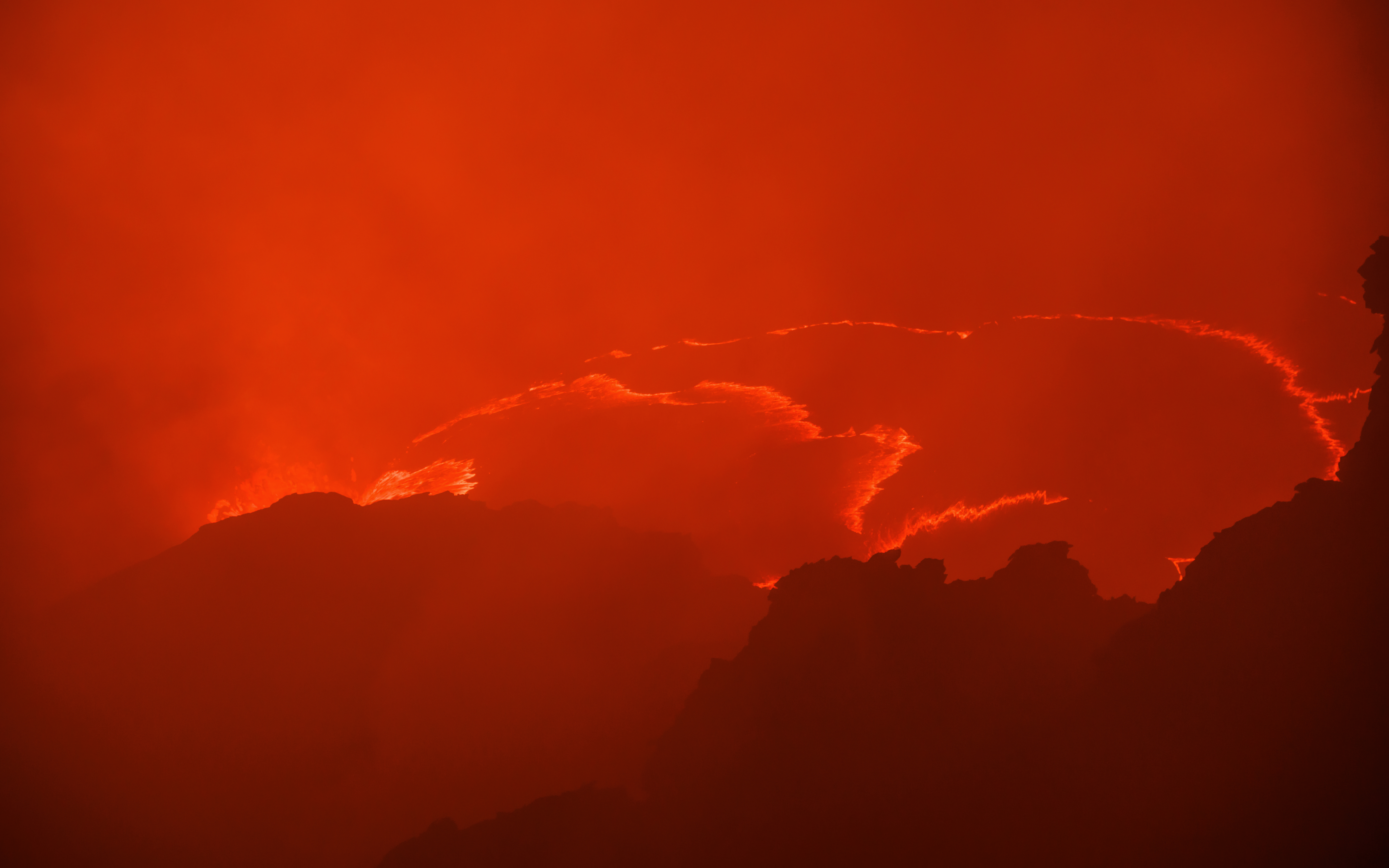
Lavameer
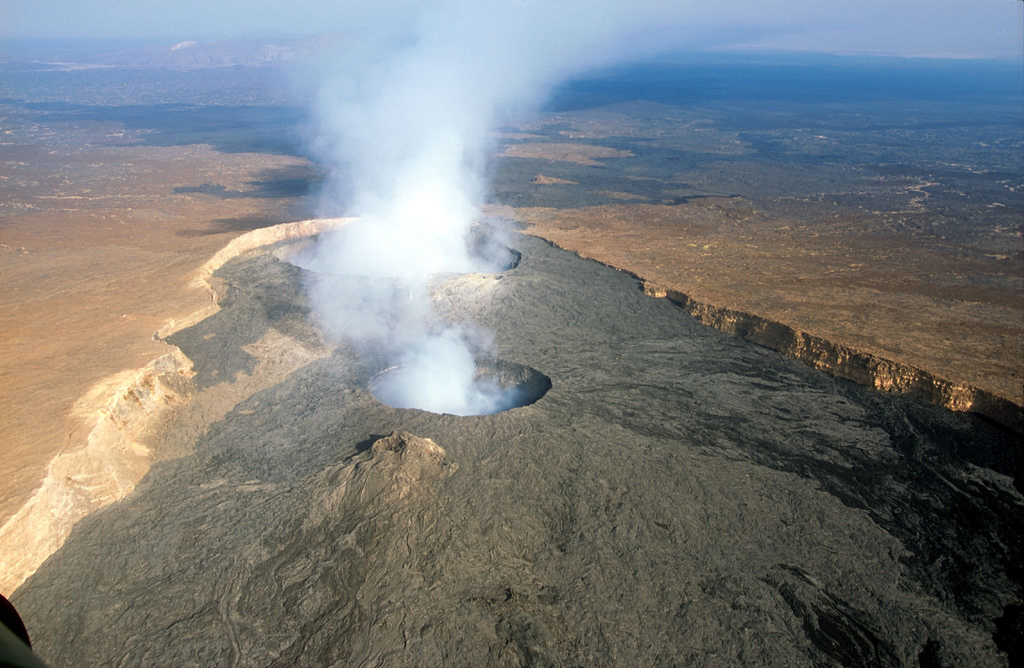
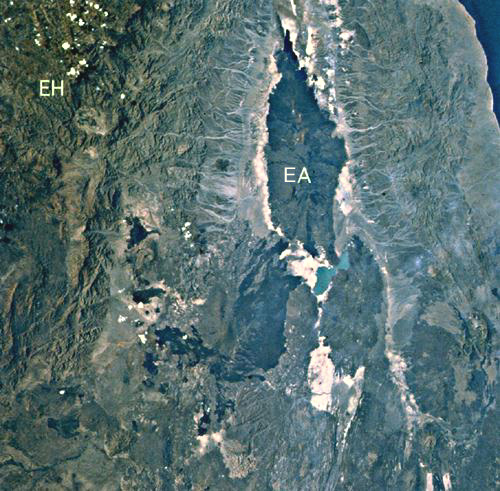
Erta Ale vulkaan en het Ethiopisch Hoogland gezien vanuit de ruimte